# NGC 7452
NGC 7452 este o galaxie situată în constelația Peștii. A fost descoperită în 14 octombrie 1884 de către Lewis A. Swift.